# Forêts pluviales des basses terres de Nouvelle-Guinée méridionale
Localisation
Les forêts pluviales des basses terres de Nouvelle-Guinée méridionale forment une écorégion définie par le fonds mondial pour la Nature (WWF). Elle couvre une part importante de du sud de l'île de Nouvelle-Guinée, en Indonésie et Papouasie-Nouvelle-Guinée. Elle appartient à l'écozone australasienne et au biome des forêts décidues humides tropicales et subtropicales. 